# 低リン血症
低リン血症（ていりんけっしょう、英:hypophosphatemia）は、血液中のリン酸塩濃度が低い状態による電解質障害である。症状は、脱力感、呼吸困難、食欲不振などである。合併症には、発作、昏睡、横紋筋融解症、骨の軟化などがあげられる。
原因には、アルコール依存症、飢餓/栄養失調からの過食で発症するリフィーディング症候群、糖尿病性ケトアシドーシス、やけど、過換気症候群、特定の薬の使用などがあげられる。また、副甲状腺機能亢進症、甲状腺機能低下症、クッシング症候群の状況においても発症する場合がある。 基本的に血中リン酸塩濃度が0.81mmol/L (2.5mg/dL）未満のだと低リン血症と診断される。濃度が0.32mmol/L（1.0mg/dL）未満の場合は重度の低リン血症と診断される。
治療法は根本的な原因によって異なる。リン酸塩は経口または静脈への注射によって投与できる。低リン血症は、病院内の約2％の患者と集中治療室(ICU)の70％の患者に発症する。 